# Oosteindeke
Oosteindeke is een gehucht in Eksaarde, een deelgemeente van de Belgische stad Lokeren.

## Geschiedenis
Oosteindeke ontstond als een nederzetting van boerderijen ten oosten van het dorpscentrum van Eksaarde. Het gehucht werd oorspronkelijk vermeld als "Oosteynde". Deze naam verwijst naar de ligging van het gehucht, dat zich aan het einde bevond van de verbindingsweg tussen Eksaarde en Oostakker. In de tweede helft van de 19e eeuw werd een weg aangelegd tussen Oosteindeke (Eksaarde) en Zwaanaarde, waardoor de verbindingsweg kon worden doorgetrokken tot aan Sinaai. Desondanks behield het gehucht zijn oorspronkelijke naam.

## Ligging
Oosteindeke is gelegen aan de verbindingsweg tussen Oostakker en Sinaai, in het noordoosten van Lokeren. Het bevindt zich in de nabijheid van de Moervaart, evenals de plaatsen Eksaarde en Zwaanaarde.

Deelgemeenten: Daknam · Eksaarde · Lokeren · Moerbeke

Dorpen: Doorslaar · Heiende · Koewacht · Kruisstraat · Oudenbos

Gehuchten: Brandbezen · Bautschoot · Briel · Calaigne · Caudenborm · De Katte · Den Oever · Duivekeet · Eksaardedam · Everslaar · Fortuine · Ganzendries · Lammeken · Heydensveer · Hillare · Hul · Keerken · Keersmakers · Molenhoek · Molsbergen · Naastveld ·  Nieuwpoort · Oosteindeke · Pereboom · Rijssel · Rode Sluis · Scheepken · Staakte · Stenenbrug · Terwest · Turfakkers · Veldeken · Vogelzang · Vossel · Werkstede · Westhoek · Zeveneekskens · Zwarte Sluis

Wijken: Bergendries · Bokslaar · Bloemenwijk · De Kop · Flamigantenwijk · Ledehof · Heirbrug · Lokeren-Zuid · Puttenen · Rozen · Schrijverswijk · Spoele · Stationswijk · Vogelkwijk

Buurten: Kouter · Oude Brug · 't Zand

Belgische gemeenten · Arrondissement Sint-Niklaas · Oost-Vlaanderen · Vlaanderen